# 漱石氏と私
『漱石氏と私』は日本の俳人、高浜虚子が1918年1月（夏目漱石の没したのは1916年12月）に出版した回想録である。漱石から虚子への書簡を紹介し、明治30年から虚子が中心となって発行した『ホトトギス』で漱石が小説家として脚光をあびる前後の経緯などが紹介される。
漱石の死の直後から執筆され、1917年の『ホトトギス』に7回に亘って連載されたもの他をまとめて出版したもので、後に、1915年の著書『子規居士と余』とともに岩波文庫で『回想 子規・漱石』のタイトルで刊行された。

## 内容概略
序で「漱石氏と私との交友は疎きがごとくして親しく、親しきが如くして疎きものありたり。」と書いている。子規を仲立ちにして知り合い、『ホトトギス』発行の責任者となり、漱石が小説家として有名になった後は寄稿者と雑誌の発行者としての交流が主となっていった。主にその時期の漱石から虚子への手紙が紹介される。後に「漱石書簡集」などにまとめられる漱石の書簡は、漱石の日常と気分、動向がユーモアを交えられ、後に佐藤春夫によって「小説以上の面白さをもつ文学」と評されることになった。『ホトトギス』の記事、運営への批評や、漱石の小説の進行構想や、漱石の弟子の作品の推薦などの書簡が紹介される。
『吾輩は猫である』の誕生の経緯としては、ホトトギスの俳人たちの文章会「山会」に虚子の勧めで文章を書くことを求められた漱石は短期間に数十枚の原稿を書き、虚子が推敲して、山会で紹介され「とにかく変わっている。」ということで好評を得た。『ホトトギス』に掲載されると一挙に漱石の小説家の地位が確立され、『ホトトギス』の売り上げを高めた。それまで仲間うちの雑誌の色彩が濃く、殆ど原稿料を払わないで運営されていた『ホトトギス』は、漱石らの執筆者に原稿料を払うようになった。漱石は『ホトトギス』を商業雑誌として発行したほうがよいと考えていたことなども紹介される。
別に「京都で会った漱石氏」の一章が設けられ、明治40年（1907年）春京都での出来事がつづられる。都踊りにさそわれて、同行した漱石が突然に不機嫌になって奇矯な行動にでる姿がやや唐突な印象を与える形で紹介される。